# 有線寬頻開電視
有線寬頻開電視有限公司（英語：i-CABLE HOY Limited）前称奇妙電視有限公司（英語：Fantastic Television Limited），免費電視品牌為「HOY」，香港商營無線電視台，是目前香港四家免費電視台之一。有線寬頻開電視於2009年以「奇妙電視」名義提出申請免費電視牌照，於2013年獲行政長官會同行政會議原則上同意發牌，並於2016年5月31日正式獲發牌照，計劃營運首六年投資額逾10億港元。
與其他三家免費電視台不同，有線寬頻開電視啟播初期使用有線寬頻光纖及微波傳送訊號，到2022年中才會轉用大氣電波頻譜，故覆蓋率一直敬陪末座。截至2018年10月23日為止，前奇妙電視網絡已經覆蓋2,445,531住戶，以政府統計處2018年3月至5月人口估計指香港其時有2,560,500住戶計算，覆蓋住戶比率約為95.5%。
粵語綜合頻道HOY TV（2018年10月27日前稱奇妙電視中文台、2022年10月17日前稱香港開電視）於2017年5月14日啟播，英語頻道HOY國際財經台（2023年11月1日前稱香港國際財經台）於2018年7月30日啟播。HOY資訊台於2022年11月21日啟播。

## 歷史及發展

更名前的奇妙電視有限公司標誌（2017-2024）

### 申領免費電視牌照
有線寬頻於2009年7月28日宣布將申請香港免費電視牌照，打破多年來無綫電視及亞洲電視壟斷香港免費電視市場的局面；終在2010年1月15日以「奇妙電視」之名向廣播事務管理局提交申請，表示會以混合光纖同軸（Hybrid fibre-coaxial）網絡提供服務。
2011年2月28日，有報導指奇妙電視和城市電訊同時獲發香港免費電視牌照。
2011年10月，有線寬頻表示，在2012年7月將會透過奇妙電視轉播倫敦奧運賽事，並會盡量安排一些香港人較有興趣的項目在奇妙電視播放。然而，由於免費電視牌照至2012年4月仍未批出，香港有線電視於2012年4月22日宣佈無法實現在奇妙電視轉播奧運的計劃，並表示市民要在有線電視才能觀看奧運。
2013年10月15日，奇妙電視與香港電視娛樂分別於同一日獲行政長官會同行政會議原則上同意發牌。但該發牌決定亦觸發了十多萬市民不滿和抗議。

### 開台準備
2013年10月26日，獲原則性發牌的奇妙電視承諾首6年會投資逾10億港元，分別3,900萬元資本開支及9.7億元的節目製作與採購開支。奇妙電視傍晚7點發聲明，向觀眾表示，計劃於獲政府知會確定發牌後三個月內啟播廣東話頻道，屆時全港75%家庭將可率先收看其多元化免費電視服務。雖然奇妙電視未獲發大氣電波頻譜，令人擔心市民需安裝機頂盒才能收看，但奇妙電視於聲明中表示：「由於奇妙電視將利用幾近覆蓋全港的有線寬頻集團電訊設備，其網絡已連接大部分大廈或屋苑公共天線系統，因此奇妙電視可於啟播當日即時達75%覆蓋率，並可於啟播後12個月內為95%的家庭提供服務。市民均毋須於其中安裝任何機頂盒或接收器便可看，方便程度與接收現有免費電視頻道無異。」
2013年11月，奇妙電視開始使用第900號頻道進行訊號測試。2014年2月27日，奇妙電視表示，正積極作各方面的籌備工作，希望在最短時間內啟播首條頻道；另外，縱然奇妙電視已向政府遞交審批所需資料文件，惟有關牌照條款及細節之磋商仍未展開，亦未知悉政府發牌時間表。2014年4月，奇妙電視開始改用第900、901號頻道進行訊號測試。2014年4月9日，奇妙電視獲通訊事務管理局發出擬議牌照文本，並會隨即與當局討論當中擬議的牌照條款。
在後續工作進行過程中，奇妙電視提出使用大氣電波作廣播的要求，通訊局須得到奇妙電視確認，牌照申請後續工作將繼續建基於奇妙電視獲原則上批准時申請書所載的內容，包括擬透過固定網絡提供免費電視服務。通訊局取得奇妙電視提交的確認書及承諾書，以落實行會於2013年10月原則上批准申請時作出的要求。2015年1月19日，通訊局已就奇妙電視向行會提交建議，由行會按程序及法例處理奇妙電視申請，政府會在行會作出最終決定後公布結果。
2015年4月1日，奇妙電視發表聲明，指暫未接獲政府就頒發免費電視牌照的通知，會繼續與商務及經濟發展局洽商有關條款及細則。商務及經濟發展局局長蘇錦樑表示，行會繼續處理奇妙電視發牌事宜。奇妙電視期望，政府可加快處理頻譜分配的決定，讓奇妙電視能夠使用廣播頻譜。對於奇妙電視開台後，數碼廣播未能覆蓋全港觀眾、部分人將只能收看無綫的問題，蘇錦樑說，亞視在2016年4月1日交還牌照後，通訊局會檢視需求，經全盤考慮後再善用交還的頻譜。2015年5月12日，奇妙電視未有任何進展，蘇錦樑解釋，政府已應奇妙電視要求，予奇妙電視在2015年9月15日前提交進一步資料，再讓通訊局檢視資料，並向行會作出是否正式批出免費電視牌照建議；意味行會即使在2015年9月向奇妙電視批出牌照，依規定最遲可在1年後才正式啟播，故奇妙電視或延至2016年9月方會播出節目。2015年9月15日，奇妙電視已向通訊局提交補充資料，而通訊局亦已向行會給予意見，由行會處理有關申請及正式批發牌照予奇妙電視。
2016年3月9日，九龍倉集團主席兼常務董事吳天海表示，奇妙電視已進行股權重組以符合《廣播條例》規定，將會提交相關證明予通訊局，再由行政會議作出發牌決定。重組後，有線寬頻於奇妙電視的表決權不多於15%。
2017年7月20日，通訊事務管理局原則上批准永升入股有線寬頻，認為納永升成為香港有線電視及奇妙電視的新投資者後，將符合《廣播條例》及相關電視廣播牌照的各項規管要求。

### 正式獲發牌照
2016年5月31日，政府宣布，行政長官會同行政會議決定正式向奇妙電視批出本地免費電視節目服務牌照；牌照有效期為十二年，由2016年5月31日開始至2028年5月30日結束，並會約於2022年進行中期檢討。雖然奇妙電視曾於2013年獲原則同意發牌時曾宣稱粵語頻道可於確定發牌後三個月內啟播，但奇妙電視於獲正式發牌後暫未對啟播日期作出任何公佈，而其後奇妙電視於部份大廈展開訊號測試。

### 技術測試
2016年7月22日起，奇妙電視在未有公布的情況下開始不定期以直播節目作信號測試。第一個測試節目為《世界球會冠軍盃 2016 曼聯 對 多蒙特》，畫面右上角標示「奇妙電視 Fantastic TV 技術測試 Technical Trial」。在賽事完結後，頻道回復靜態畫面。

### 申請大氣電波作數碼廣播
根據商務及經濟發展局通訊事務管理局辦公室於2016年11月14日交給香港立法會資訊科技及廣播事務委員會有關推行數碼地面電視廣播的最新情況的討論文件表示，奇妙電視已於2016年6月向通訊事務管理局提交申請，讓其可使用廣播頻譜作為新增的傳送模式，傳送其數碼地面電視服務。通訊局原按照既定程序處理其申請，但通訊局於2017年2月公佈有關申請應奇妙電視的要求暫緩處理，待開台之後會重新與通訊局討論。使用有線電視固定網絡系統的大廈，可接收有關信號。
2021年4月29日，通訊局原則上批准奇妙電視的申請，除了使用固定網絡外，亦可使用頻譜作為免費電視服務的新增傳送模式。目標是2022年第一季開始試用頻譜廣播，並於2022年底前推出一條新頻道。
2022年2月24日，通訊局正式批准奇妙電視申請使用無線電頻譜作為新增的傳送模式，奇妙電視將使用數碼地面電視頻道22（即478–486兆赫）播放其電視節目頻道。地面版本的香港開電視和香港國際財經台於2022年4月1日啟播，78台預計不遲於2022年11月24日或之前上线。3月14日起，奇妙電視透過首階段七個發射站為籌劃中的數碼地面電視頻道進行技術測試。
2022年9月23日起77台香港開電視及76台香港國際財經台覆蓋香港約99%人口。

### 電視賣盤
2017年3月9日，因應有線寬頻賣盤告吹，九龍倉集團未來無意再增持有線股權及提供任何進一步資金承擔，吳天海表示將會在幾日之內決定是否接受免費電視牌照。2017年3月15日，奇妙電視舉行節目巡禮發佈會，宣佈5月14日晚上8時開台，粵語頻道（77台）會全日24小時高清數碼及模擬制式廣播。
2017年8月，邱達昌牽頭的永升集團入股有線寬頻，通訊事務管理局正式批准2017年9月15日起永升集團入股有線電視和奇妙電視。

### 頻道易名
2018年10月16日，奇妙電視宣佈旗下的77台改名為「香港開電視」，英文名稱為「Hong Kong Open TV」，於10月27日起生效。2022年10月17日舉行發佈會，宣佈香港開電視於10月18日正式易名為「HOY TV」，但兩次更名只涉及頻道名稱，營運上述頻道的公司仍然是「奇妙電視」，直到2024年1月18日其公司名稱才變更為「有線寬頻開電視有限公司」。

## 頻道
奇妙電視的申請諮詢公告表示，在開台初期將提供一條粵語頻道及一條英語頻道。兩條頻道都是24小時廣播綜合頻道，並會以模擬廣播及數碼廣播形式同步播放，會透過租用有線寬頻的混合光纖同軸網路傳送訊號。通訊辦指奇妙電視若有意更改電視服務傳送模式，例如以大氣電波作廣播，須按牌照條款向通訊局提出申請。2016年6月，奇妙電視向通訊局提交申請，讓其可使用廣播頻譜作為新增的傳送模式，傳送其數碼地面電視服務，但通訊局於2017年2月公布有關申請應奇妙電視的要求暫緩處理，待啟播之後會重新討論申請。
於2013年10月26日，獲原則性發牌的奇妙電視發表聲明公佈啟播安排，表示計畫在獲政府確定發牌後一年內開台，首先啟播一條24小時粵語頻道，然後加開一條24小時英語綜合頻道。
2016年6月1日起，部分大樓的公共天線訊號開始出現兩組奇妙電視的靜態畫面作數碼電視傳送訊號測試，靜態畫面內容分別為「奇妙電視中文台快將啟播（Fantastic TV Chinese Channel Coming soon）」及「奇妙電視英文台快將啟播（Fantastic TV English Channel Coming soon）」。兩條頻道曾暫定編號為901／71（中文台）及900／72（英文台），及後分別改為77及76。同時，有部分公共天線訊號出現兩條中文台加上上下黑邊的4:3模擬電視測試畫面，及後減至一條。
2018年4月下旬，奇妙電視指，出現難以確定的情況以及主要人員有人事變動，雖已採取行動但籌備工作過程仍有困難，向通訊事務管理局申請將英文頻道開台期限延長2個月，該局指考慮奇妙電視特殊情況及經營環境後，作彈性處理，獲准延長期限至7月30日，但強調此次「破例」將不能視作先例，及不會獲再度延期。
| 頻道 編號 | 頻道名稱      | 頻道內容                                                                                    | 傳送制式                                                        | 視訊制式                      | 音效制式                           | 啟播日期                                               |
| 77        | HOY TV        | 24小時粵語綜合頻道 新聞、財經、綜藝娛樂、清談、兒童節目、紀實、旅遊、飲食、劇集、電影及體育 | 有線寬頻混合光纖同軸電纜網絡、 香港數碼地面電視廣播（大氣電波） | 數碼電視：高清電視 1080i 16:9 | 數碼電視： AC-3／兩組聲軌／2.0聲道 | 2017年5月14日（有線寬頻網絡） 2022年4月1日（大氣電波） |
| 76        | HOY國際財經台 | 24小時英語綜合頻道 紀錄片、電影、新聞、資訊及財經節目                                       | 有線寬頻混合光纖同軸電纜網絡、 香港數碼地面電視廣播（大氣電波） | 數碼電視：高清電視 1080i 16:9 | 數碼電視： AC-3／兩組聲軌／2.0聲道 | 2018年7月30日（有線寬頻網絡） 2022年4月1日（大氣電波） |
| 78        | HOY資訊台     | 新聞、財經、體育及輕資訊                                                                    | 有線寬頻混合光纖同軸電纜網絡、 香港數碼地面電視廣播（大氣電波） | 數碼電視：高清電視 1080i 16:9 | 數碼電視： AC-3／兩組聲軌／2.0聲道 | 2022年11月21日                                         |

### 收看方法
奇妙電視的訊號首先會以光纖網絡傳送至屋苑，然後屋苑管理處將訊號傳送至大廈公共天線，供各住戶接收。最後，住戶需在電視機上自行搜台以收看節目。
觀眾也可選擇以「HOY」手機應用程式收看網上直播或重溫節目。

### 節目製作
粵語綜合頻道「HOY TV」內容包括綜藝娛樂、旅遊、飲食、劇集、體育、兒童、新聞、財經及資訊節目。大部分會是本地製作。
英語頻道「HOY國際財經台」內容則主要為紀錄片、兒童、電影、新聞、資訊及財經節目。
「HOY資訊台」內容則主要為新聞、財經、體育及輕資訊節目。

## 董事局管理層
- 主席：鄭家純
- 副主席兼執行董事：曾安業
- 行政總裁：杜之克

## 管理層高層
- 公共關係部總監：李臻
- 新聞部總監：陳興昌
- 綜藝部總監：余詠珊
- 劇集部總監: 杜之克
- 音樂部總監：何哲圖
- 體育部總監：劉健基
- 體育部副總監：張志豪

## 幕後製作人員
- 張志明
- 關樹明
- 廖晉碩
- 吳冠宇
- 潘嘉德

## 經理人合約男演員
- 肥腸
- 吳雲甫
- 吳毅豪
- 李海光
- 李尚正
- 陳國峰
- 敖嘉年
- 張明偉
- 康志維
- 譚偉權
- 嚴崇天
- 林家謙
- 洪嘉豪
- 許紹雄
- 李德能
- 何柏霖
- 劉舜文
- 余健志
- 張錦祥
- 張志德
- 阮偉倫
- 歐陽偉豪

## 部頭合約男演員
- 范振鋒
- 徐志雄
- 何遠東
- 黃澤鋒
- 邱萬城
- 高鈞賢
- 林德信

## 經理人合約女演員
- 林欣
- 麥詩敏
- 蔡嘉寶
- 陳思圻
- 陳欣茵
- 李月兒
- 梁凱晴
- 唐浩嘉
- 莊韻澄
- 趙慧珊
- 黃芳雯
- 宋熙年
- 梁嘉琪
- 朱智賢
- 陳約臨
- 黃愷怡
- 盧頌恩
- 黎紀君
- 梁樂童
- 林希靈
- 林映蕙
- 李慧詩
- 馬詠筎
- 朱嘉望
- 簡淑兒
- 曾琸庭
- 七羽仙
- 何雁詩
- 陳芷尤
- 王君馨
- 曾詩敏
- 余逸思
- 王凌燕
- 蘇韻姿

## 部頭合約女演員
- 馮素波
- 岑麗香
- 李佳芯
- 唐詩詠
- 林穎彤
- 余思霆
- 蔡嘉欣
- 劉溫馨
- 黃智雯
- 陳芷菁
- 梁茵
- 江嘉敏
- 吳嘉儀

## 歷任行政總裁
- 杜之克（2023年6月3日一）
- 黃思遠（2022年1月-2023年5月4日）

## 爭議
- 2017年4月26日，奇妙電視有限公司公布中文台的節目表，日間大部分時間播放有線財經資訊台之直播財經節目（合共11.5小時）。本台亦不像翡翠台和ViuTV那樣於上午和中午時段播放直播新聞節目，只在晚間播放《7點直播室》、《晚間直播室》。上述節目安排被指單調、乏味；有人認為奇妙電視只於晚間播放直播新聞節目是為了應付牌照的要求[39]。最後，奇妙電視中文台於2018年1月1日增設早晨及午間新聞。
- 2017年5月14日，奇妙電視中文台啟播當日，部份奇妙電視官方網站中表示相關大廈已在網絡覆蓋名單當中，但遲遲未能接收信號，引起不少網民的憤慨；有部份觀眾只能收看模擬版本，不能使用數碼電視收看高清版本的奇妙電視中文台；同时，奇妙电视其官網中雖有設置「直播」分頁，但進入後只見「直播內容稍後提供」，不能於網上收看直播。对此，奇妙電視在官方facebook專頁上回覆「抱歉！本台暫時未有安排網上直播奇妙電視節目」；官方同时回覆指，「相關大廈已在網絡覆蓋名單當中，但未能接收信號，可以透過大廈管業處查詢有關奇妙電視系統接駁之工程進度」。但網民不滿奇妙電視的回應[40][41]。
- 奇妙電視中文台在開台日並未有舉行啟播禮，而是在晚上8時播出節目巡禮《星匯奇妙77》；此外，該台於星期一至五黃金時段播出在評分網站「豆瓣」中分數偏低的中國內地劇集《六扇門》。學者梁麗娟指以此作為開台節目「力度不足、路線似亞視」，感觉这是電視台資源不足的表现。電視編審鮑偉聰表示虽然理解这种做法，但是认为在开台时播出節目巡禮并不能成功吸引观众，被吸引的反会是广告商；鲍同时认为奇妙電視目前仍有不明朗因素需要解決，「開到台已算贏」[42]。
- 網上媒體《立場新聞》曾經刊登評論，指出奇妙電視的多處弊病，包括公司內部投放於節目製作的資源實在不多，節目內容、電視台風格也欠創新，傾向保守，過於把目標觀眾定為中年人如家庭主婦，公司內部文化亦無法推動節目改善和創新，以及不重視網上宣傳和忽視新媒體的影響力等[43][44]。

## 外部連結
- HOY TV及HOY資訊台 （页面存档备份，存于）
- 香港國際財經台 HKIBC （页面存档备份，存于）
- HOY TV及HOY資訊台的Facebook專頁
- 香港國際財經台的Facebook專頁
- 香港網絡大典上的相关条目：奇妙電視
- 香港電視大典上的相关条目：奇妙電視
- 香港開電視網絡覆蓋範圍查核（页面存档备份，存于）